# Норни
Норни в германско-скандинавската митология са трите жени магьосници, определящи съдбата на света, хората и дори боговете. Те са транскултурният образ на мойрите.
Имена:
- Урд – означава минало или съдба
- Верданди – означава настояще
- Скулд – означава бъдещето или дълг.

Норните живеят близо до извора Урд, в Мидгард. Те напояват корена на световното дърво Игдрасил с водите му и по този начин поддържат съществуването му. В легендите са изобразени като три жени, една стара (Урд), другата – на средна възраст (Верданди), третата – много млада (Скулд). Один няколко пъти се обръща към Норните за съвет, също така и Норните сами понякога прогнозират бъдещето.

## В популярната култура
- Астероид (167), наречен Урда, открит през 1876 г., носи името на Урд.
- Астероидът (621) Verdandi, открит през 1906 г., носи името на Верданди.
- Норните са герои в операта „Залезът на боговете“ на Рихард Вагнер.
- Норните са герои в романа Американски богове от Нийл Хайман.
- Норните са героини в аниме и манга поредицата My Goddess!. В анимационния сериал „Херкулес“ се играе сходството им с мойрите.
- В играта Aion има NPC: Urd, Verdandi и Skuld, които дават картите на миналото, настоящето и бъдещето.
- Норните са герои от комиксите на Kieron Gillen и Jamie McKelvey „Vicious + Deities“.